# Bistum Tempio-Ampurias
Das Bistum Tempio-Ampurias (lateinisch Dioecesis Templensis-Ampuriensis, italienisch Diocesi di Tempio-Ampurias) ist eine auf Sardinien gelegene Diözese der römisch-katholischen Kirche in Italien. Der Bischofssitz ist in der Stadt Tempio Pausania.
Es gehört zur Kirchenprovinz Sassari in der Kirchenregion Sardinien und ist ein Suffraganbistum des Erzbistums Sassari.

## Geschichte
Das Bistum Tempio wurde im 4. Jahrhundert gegründet, das Bistum Ampurias im 12. Jahrhundert. Am 30. September 1986 wurden beide Bistümer vereinigt.

## Weblinks

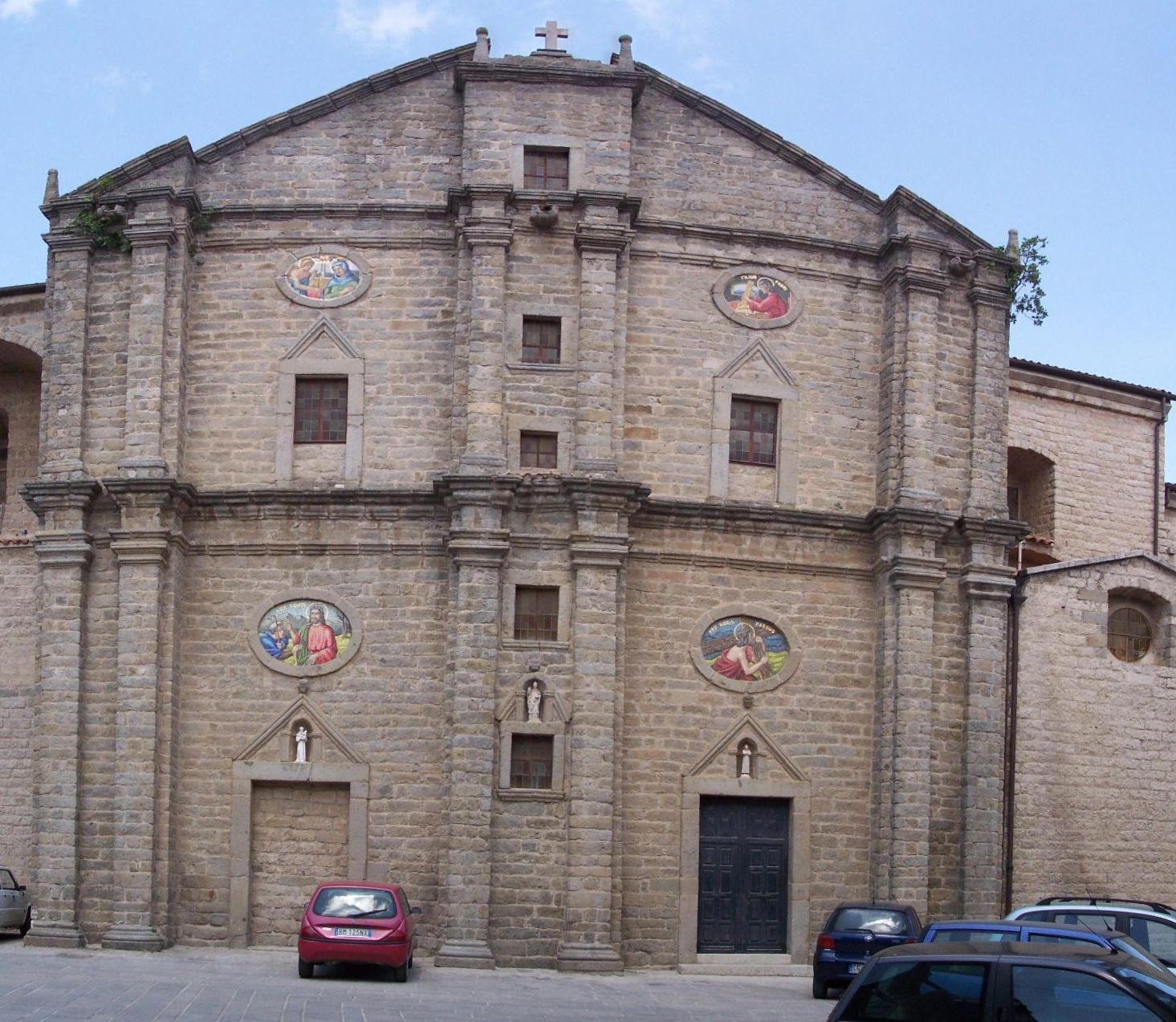
Kathedrale San Pietro Apostolo in Tempio